# Recht van opstal
Het recht van opstal (Latijn: superficies) is een zakelijk recht om in, op of boven een onroerende zaak die eigendom is van een ander rechtssubject, gebouwen, werken of beplantingen (de zogenaamde opstallen) in eigendom te hebben. Het opstalrecht is een uitzondering op het recht van natrekking, volgens hetwelk deze opstallen in principe automatisch eigendom zouden zijn van de grondeigenaar. 
Degene die het recht van opstal heeft, heet de opstaller of opstalhouder (superficiarius). De eigenaar van de grond waarop een opstalrecht is gevestigd wordt grondeigenaar of opstalgever (dominus soli) genoemd.

## België

### Gewoon opstalrecht
In België werd het zelfstandig opstalrecht geregeld door een wet van 10 januari 1824 over het recht van opstal (Opstalwet), een van de weinige wetten uit de tijd van het Verenigd Koninkrijk der Nederlanden die nog altijd geldig waren tot de inwerkingtreding van Boek 3 van het nieuw BW. Deze wet definieerde het recht van opstal als "een zakelijk recht om gebouwen, werken of beplantingen te hebben voor het geheel of een deel, op, boven of onder andermans grond" (art. 1 Opstalwet).
Een opstalrecht moet worden gevestigd in een notariële akte. Om tegenwerpelijk te zijn aan derden moet de titel worden overgeschreven op het bevoegde kantoor van de Algemene Administratie van de Patrimoniumdocumentatie (art. 3 Opstalwet en art. 1 Hypotheekwet van 16 december 1851 (Hyp.W.)). Het recht van opstal had een maximumduur van 50 jaar (art. 4 Opstalwet). Op het einde van het opstalrecht wordt de grondeigenaar ook eigenaar van de opstallen, omdat dan het recht van natrekking optreedt, en moet hij de waarde van de opstallen vergoeden aan de opstalhouder (art. 6 Opstalwet).
Het recht van opstal hoeft niet noodzakelijk onder bezwarende titel te worden gevestigd, waarbij er een vergoeding verschuldigd is. Deze jaarlijkse vergoeding wordt aangeduid met de term solarium, en is te vergelijken met de canon, de jaarlijkse vergoeding die men krijgt bij erfpacht. Het opstalrecht kan tevens om niet ontstaan, dus zonder tegenprestatie. Behalve de dwingende bepaling omtrent de maximumduur, is de Opstalwet van aanvullend recht (art. 8 Opstalwet). Partijen kunnen dus contractueel andersluidende regelingen afspreken.
Vanaf de inwerkingtreding van het (nieuw) Burgerlijk Wetboek zijn er ook nieuwe wetten van kracht, namelijk de artikelen 3.177 tot en met 3.188 BW. Een van de meest opmerkelijke wijzigingen is het feit dat een opstalrecht nu voor negenennegentig jaar kan gelden (en niet meer 50). Hier bestaan er echter wel uitzonderingen op, waaronder onder andere wanneer het opstalrecht gevestigd is voor doeleinden van het openbaar domein, en in dat geval is het mogelijk dat er een eeuwigdurend opstalrecht gevestigd kan worden.

### Accessoir opstalrecht
Een recht van opstal kan ook accessoir zijn aan een ander recht, zoals een huur- of erfpachtrecht. Anders dan naar Nederlands recht (zie hieronder), hebben de huurder en de erfpachter in België van rechtswege een opstalrecht dat accessoir is aan hun huur- of erfpachtrecht (het zogenaamde hoofdrecht). De huurder of erfpachter die bouwt op gehuurde of gepachte grond, zal dus wel eigenaar blijven van zijn gebouw, zonder dat een afzonderlijk recht van opstal moet worden gevestigd. Dit accessoir opstalrecht eindigt automatisch samen met het huur- of erfpachtrecht, zodat de eigenaar van de grond op dat ogenblik door natrekking eigenaar wordt van de gebouwen opgericht door de huurder of erfpachter. De grondeigenaar zal de titularis van het hoofdrecht dan moeten vergoeden voor deze gebouwen die hij in eigendom verkrijgt op grond van de leer van de verrijking zonder oorzaak. De Opstalwet van 10 januari 1824 is niet van toepassing op deze accessoire opstalrechten, zodat onder andere de maximumduur van vijftig jaar en de vergoedingsregeling op het einde van het opstalrecht (die gunstiger is voor de opstalhouder dan de vergoedingsregeling op grond van de verrijking zonder oorzaak) hierop niet van toepassing zijn.

## Nederland
In Nederland wordt het recht van opstal geregeld in artikel 101 van Boek 5 van het Burgerlijk Wetboek. Een recht van opstal wordt door middel van een notariële akte ingeschreven in het kadaster. 
Doorgaans wordt een opstalrecht gevestigd wanneer de huurder van grond daarop een gebouw of ander bouwwerk plaatst. Anders dan naar Belgisch recht, zou zonder opstalrecht de opstal door natrekking eigendom worden van de grondeigenaar. Indien het opstalrecht eindigt door beëindiging van de huur- of pachtovereenkomst, dan spreekt men van een huurafhankelijk recht van opstal (HARVO) of pachtafhankelijk recht van opstal (PARVO).